# In This World (chanson)
 (mars 2025).
Si vous disposez d'ouvrages ou d'articles de référence ou si vous connaissez des sites web de qualité traitant du thème abordé ici, merci de compléter l'article en donnant les références utiles à sa vérifiabilité et en les liant à la section « Notes et références ».
Pistes de 18
We Are All Made Of Stars In My Heart
In This World est un single de Moby, sorti en 2002 sur l'album 18.
Chantée par Jennifer Price, la chanson contient plusieurs samples vocaux de Lord, Don't Leave Me des Davis Sisters et a été utilisée pour une publicité de la Renault Mégane II,. Le clip, tourné à New York, montre plusieurs extraterrestres tentant d'établir la communication avec les êtres humains.